# Байда

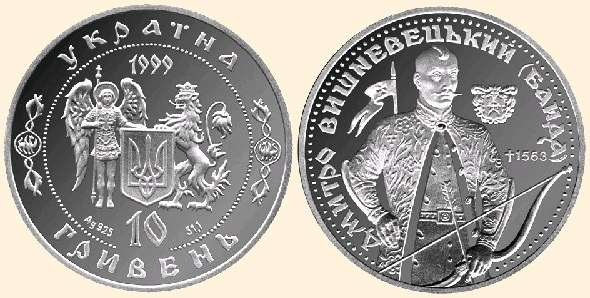
Монета 10 гривень з зображенням Байди

Ба́йда — герой однієї з найпоширеніших українських народних пісень «В Цареграді на риночку» («Пісня про Байду»), узагальнений образ патріота рідної землі, борця проти турецько-татарського гніту. В українських народних переказах образ Байди пов'язують з історичною особою 16 ст. Дмитра Вишневецького, прозваного теж Байдою. Відомі різні варіанти народної пісні про Байду (записано понад 40).